# Hymn spółdzielców
Hymn Spółdzielców (lub Hymn Spółdzielczości) Oto staje nas wolna gromada powstał w 1925 roku. Autorem słów jest Kazimierz Andrzej Czyżowski, natomiast muzykę skomponował Ludomir Rogowski.